# Baylis-Hillman-Reaktion
Die Baylis-Hillman-Reaktion, auch Morita-Baylis-Hillman-Reaktion, ist eine Reaktion aus dem Bereich der Organischen Chemie und wurde nach ihren Entdeckern Anthony B. Baylis und Melville E. D. Hillman benannt. Sie dient der Synthese von α-Hydroxyvinylcarbonylen. Hierzu wird ein Vinylketon oder -ester, ein Aldehyd oder Keton, sowie eine Base benötigt. Als Base wird klassisch Triethylendiamin (DABCO) verwendet, neuerdings auch DBU und DMAP.

R^{1}, R^{2}, R^{3} = H, Alkyl- oder Arylgruppe

## Mechanismus
Die folgende Darstellung zeigt einen plausiblen Reaktionsverlauf:
Im ersten Schritt greift die Base (in diesem Fall DABCO, mit B abgekürzt) das Vinylketon 1 nukleophil an, so dass sich das mesomeriestabilisierte Enolat 2 bildet. Dieses greift nun den Aldehyd/das Keton unter Bildung des Alkoholats 3 nukleophil an. Unter dem Protonentransfer erfolgt die Abspaltung der Base und das Produkt 4 wird gebildet. Die Reaktion verläuft sehr langsam, kann aber durch Ultraschall beschleunigt werden.
Die Reaktion läuft ebenfalls mit Iminen bzw. Imin-Derivaten statt Aldehyden/Ketonen ab.